# Grande cheminée de Quinéville
La grande cheminée de Quinéville est un édifice qui se dresse sur la commune française de Quinéville dans le département de la Manche, en région Normandie.
La grande cheminée fait l'objet d'un classement au titre des monuments historiques par la liste de 1862.

## Localisation
Le monument est situé dans le parc du château de Quinéville, dans le département français de la Manche.

## Historique
Cet édifice est encore aujourd'hui un monument énigmatique pour les historiens. Pour certains, ce pourrait être un phare gaulois, une lanterne des morts ou une balise dont la fumée aurait aider les navigateurs à pénétrer dans l'estuaire de la rivière Sinope. Pour d'autres, le vestige d'une construction du XIIe siècle (four banal) ou un monument funéraire gallo-romain et trophée de la victoire de Sabinus,. Il aurait été édifié après la bataille du Mont-Castre qui s'est déroulée en 56 av. J.-C. et vit la victoire de Sabinus, lieutenant de César, sur les tribus gauloises de la région.

## Description
L'édifice, haut de 5 mètres et mesurant de 1,20 mètre à 2,45 mètres de large, se présente sous la forme d'un monument creux. Des restes de moulures à l'extérieur semblent indiquer qu'il existait autrefois un escalier. La base, construite en pierres calcaires et en grès du pays, dans le genre opus reticulatum, est surmontée d'une colonne ornée de sept pilastres d'ordre corinthien.